# Rímac

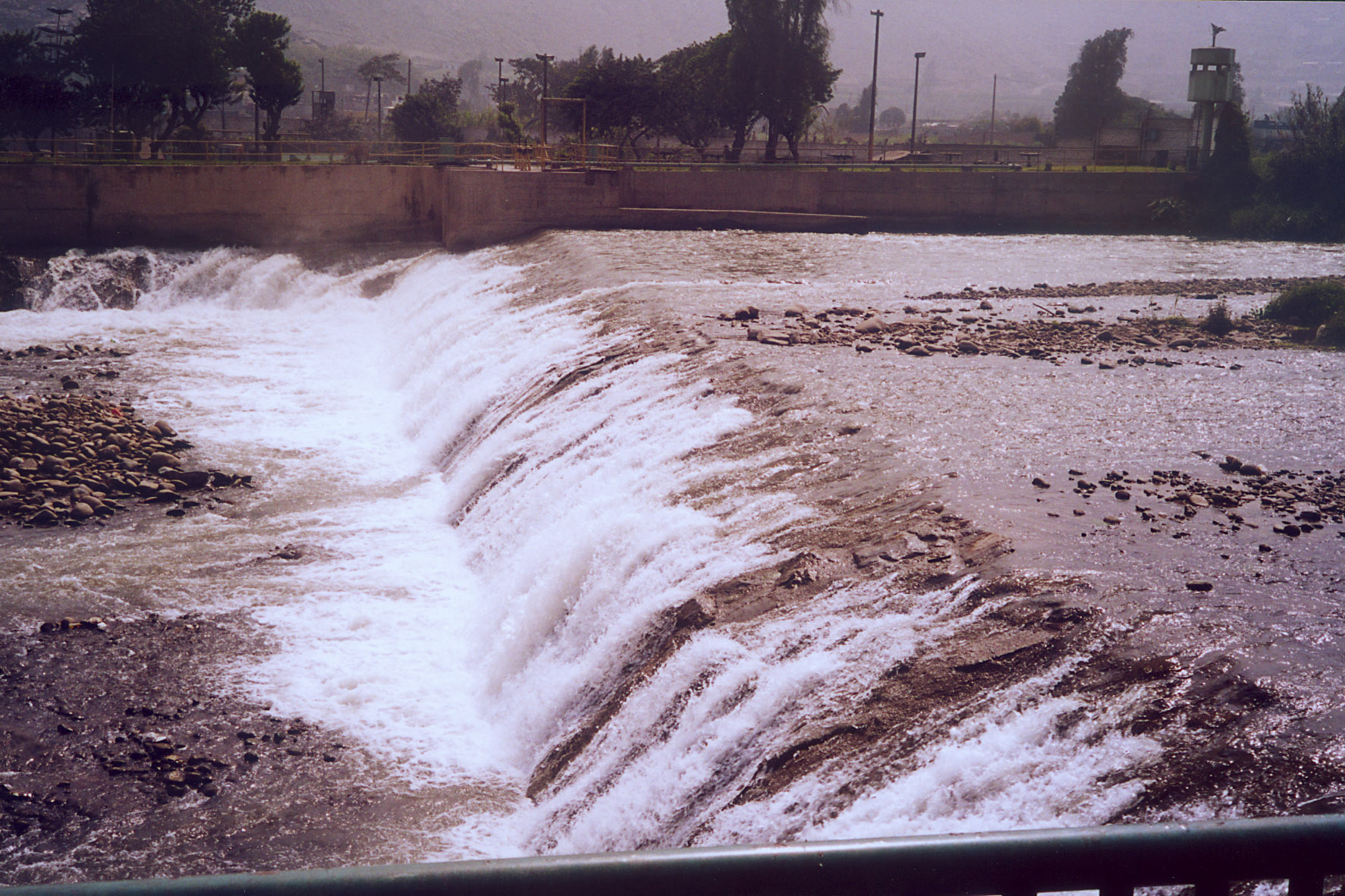
Rímacfloden efter restaurering, Chaclacayo.

Rímac (spanska: Río Rímac) är en flod i Peru, som avrinner i Stilla havet vid Callao, efter att ha runnit igenom huvudstaden Lima och på sin väg ha passerat distriktet Rímac med samma namn. Floden Rímac har en längd av 160 km och ett avrinningsområde på 3 312 km², varav 2 237,2 km² utgör våtområden. Flodbassängen har sammanlagt 191 sjöar, varav endast 89 har studerats.

## Etymologi
Namnet Rímac kommer från quechua, och betyder ”talare”, varför floden även av de boende i Lima är känd som Río Hablador (”Talande floden”). Detta namn fick floden troligen vid tiden för Inkaväldet, på grund av det höga buller som uppstår i floden under högvattensäsongen när vattnet kolliderar med stenarna på botten. Av namnet ”Rímac” har sedan, genom förändring av uttalet, bildats namnet på staden Lima. 

## Geografi
Rimacfloden börjar sitt flöde på västra sluttningarna av Anderna på en höjd av ca 5 508 m vid Nevado Paca, och flyter genom provinserna Lima och Huarochirí, båda belägna i departementet Lima. Bland de viktigaste bifloderna finns Río Santa Eulalia, San Mateo (Río Rimac Alto), Río Blanco och Río Surco. 
Parallellt med Rímacfloden går motorvägen Carretera Central och järnvägen mellan Lima och Huancayo, med start från hamnen i Callao, till staden La Oroya i Juninregionen för att sedan delas upp i två (en i söder och norr), efter att ha passerat Tíclio, på en höjd av 4840 meter över havet.
I dalgången ligger vattenreningsverket för Lima, kallat La Atarjea (som drivs av det statliga företaget SEDAPAL), och vattenkraftverken i Huampaní, Matucana, Huinco, Barbablanca, och Juan Carosio (också känt som Moyopampa).
I höjd med staden Lima, korsas Rimac av flera broar, den mest berömda av dem är Puente de Piedra som konstruerades 1610 när Peru var en spansk koloni.
Genom Lima rinner också floden Chillón i norr, och Lurín i söder.

## Vattenföring
Det största flödet under 24 timmar, registrerades vid stationen Chosica år 1941 och uppgick till 385 m³/s, år 1955 uppmättes flödet 380 m³/s. 
På grund av minskningen av Rímacs vattenföring under torrperioden, plus den ständiga tillväxten av Lima, vilket hindrade en tillräcklig leverans av dricksvatten till staden, beslöt den peruanska regeringen år 1962 att föra över vatten från Marcapomacocha, som tillhör Mantaroflodens vattensystem, genom en 10 kilometer lång tunnel (av typen sifon) på 4000 meters höjd vilken passerar genom flera glaciärer. 